# Рудольф Премауер
Рудольф Премауер (нім. Rudolf Premauer; 8 травня 1919, Штутгарт — 30 квітня 1945, Атлантичний океан) — німецький офіцер-підводник, капітан-лейтенант крігсмаріне.

## Біографія
9 жовтня 1937 року вступив на флот. З 1 лютого по 5 жовтня 1941 року пройшов курс підводника. В жовтні 1941 року направлений на будівництво підводного човна U-510. З 25 листопада 1941 по 18 квітня 1943 року — 1-й вахтовий офіцер на U-510, на якому взяв участь у трьох походах, під час яких були потоплені 5 кораблів загальною водотоннажністю 28 496 тонн і пошкоджені 7 кораблів (49 587 тонн). 20—30 квітня 1943 року пройшов підготовку в 2-му навчальному дивізіоні підводних човнів, 1—31 травня — курс командира човна, з 1 червня по липень — тактичну підготовку при 27-й флотилії. У серпні 1943 року направлений на будівництво U-857. З 16 вересня 1943 року — командир U-857, на якому здійснив 3 походи (разом 229 днів у морі). Під час останнього походу потопив 2 кораблі (15 259 тонн) і пошкодив 1 корабель (6825 тонн).
| Дата           | Назва корабля      | Тип               | Тоннаж | Вантаж                                     | Екіпаж | Загинули | Країна   |
| -------------- | ------------------ | ----------------- | ------ | ------------------------------------------ | ------ | -------- | -------- |
| 14 квітня 1945 | Belgian Airman     | Торговий пароплав | 6,959  | Сорго насипом та молочні продукти у мішках | 47     | 1        | Бельгія  |
| 18 квітня 1945 | Swiftscout         | Паровий танкер    | 8,300  | Баласт (40 000 барелів солоної води)       | 47     | 1        | США      |
| 23 квітня 1945 | Katy (пошкоджений) | Тепловий танкер   | 6,825  |                                            | ?      | 0        | Норвегія |

30 квітня 1945 року U-857 і всі 59 членів екіпажу зникли безвісти в Північній Атлантиці біля Бостона.

## Звання
- Кандидат в офіцери (9 жовтня 1937)
- Морський кадет (28 червня 1938)
- Фенріх-цур-зее (1 квітня 1939)
- Оберфенріх-цур-зее (1 березня 1940)
- Лейтенант-цур-зее (1 травня 1940)
- Оберлейтенант-цур-зее (1 квітня 1942)
- Капітан-лейтенант (1 січня 1945)

## Нагороди
- Нагрудний знак підводника (13 вересня 1942)
- Залізний хрест
  - 2-го класу (13 вереня 1942)
  - 1-го класу (квітень 1943)
- Фронтова планка підводника в бронзі (жовтень 1944)